# Глюкоза

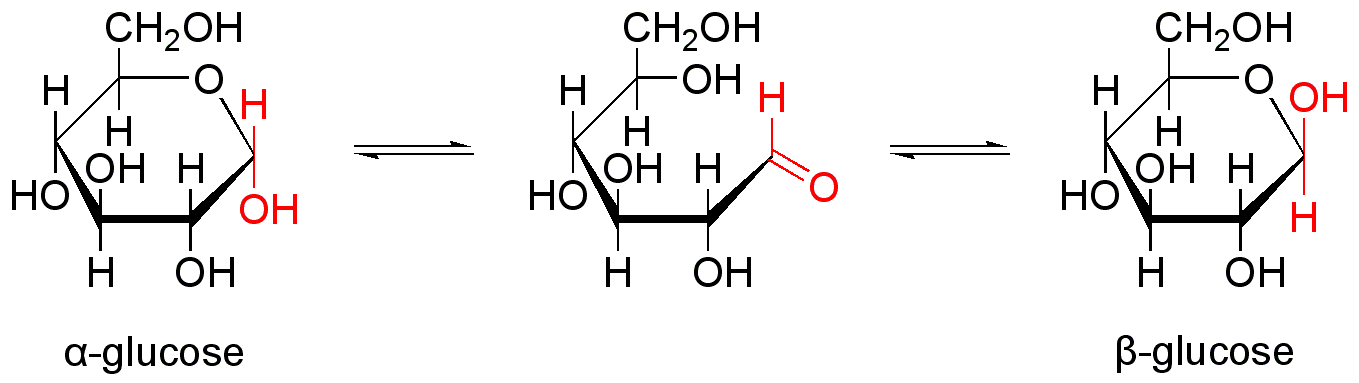
Перетворення між α- і β-D-Глюкозою відбувається через відкриту форму

Глюко́за (від грец. γλυκύς — солодкий) (виноградний цукор, декстроза), С6Н12О6 — важливий моносахарид; безбарвні кристали, солодкі на смак, легко розчиняються у воді.
Міститься в соку винограду, багатьох фруктах, а також у крові тварин і людей.
Робота м'язів виконується головним чином шляхом енергії, яка виділяється при окисненні глюкози.
Глюкоза отримується при гідролізі полісахаридів крохмалю і целюлози (під дією ферментів або мінеральних кислот). Погано розчиняється в органічних розчинниках. Не електроліт. Використовується як засіб посиленого харчування або як лікарська речовина при обробці тканини. Також препарати на основі глюкози використовуються у медицині при визначенні наявності та типу цукрового діабету в людини.
Природна кристалічна глюкоза (виноградний цукор) являє собою циклічну альфа-формулу. При розчиненні в воді вона переходить в ланцюгову, а через неї в бета-форму; при цьому установлюється динамічна рівновага між усіма формами.
Бета-форма також може бути виділена в кристалічному вигляді; у водному розчині вона утворює урівноважену систему з іншими формами.
Ланцюгова форма існує лише в розчинах, причому в дуже невеликій кількості, а у вільному вигляді не виокремлена.

## Історія
Німецький хімік Андреас Маргграф отримав глюкозу в 1747 році з виноградного соку, а Жозеф Луї Пруст в 1801 році вивів кристали α-D глюкози з нього. Завдяки цим експериментам за глюкозою закріпилася назва виноградного цукру.
Використання глюкози як підсолоджувача пов'язано з тим, що під час Наполеонівських війн було заблоковане постачання тростинного цукру з Вест-Індії. Ще в 1000 році до н. е. в Китаї з крохмалю (способом ферментації рису) отримували штучний підсолоджувач — дисахарид мальтозу. До кінця XVIII ст. в Європі було відомо, що крохмаль можна обробити кислотою та отримати солодку речовину. Саме це дозволило К. С. Кірхгофу нагріванням картопляного крохмалю із сірчаною кислотою отримати солодкий сироп. У результаті оптимізації процесу він отримав сироп, який кристалізувався при тривалому зберіганні. Крім того, була зроблена спроба продавати одержувану масу у вигляді спресованого твердого продукту. Однак Наполеону організувати виробництво так не вдалося, оскільки постачання цукру було відновлене.
Процес отримання глюкози також досліджував французький хімік Соссюр. Він з'ясував, що крохмаль піддається гідролізу, при якому руйнуються зв'язки між вуглеводними фрагментами, причому на кожен розрив витрачається по одній молекулі води. Також було виявлено, що цукерки, вироблені з сиропів глюкози, не такі солодкі, як ті, що отримують з сахарози. Тому в Німеччині та інших країнах Європи було організовано виробництво глюкози.
У той час промислова глюкоза була недостатньо чистою та виходила у вигляді сиропів. Її доводилося багато разів кристалізувати з води, або використовувати органічні розчинники. Єдиною твердою формою, яку випускали у великій кількості, це була лита глюкоза (сироп заливали в форми, де він тверднув).
У 1923 році в США Вільям Б. Ньюкірк (англ.  William B. Newkirk) [Архівовано 18 лютого 2022 у Wayback Machine.] запатентував промисловий спосіб отримання глюкози. Цей спосіб відрізнявся ретельним контролем умов кристалізації, завдяки чому глюкоза випадала з розчину у вигляді чистих, великих кристалів.

## Хімічні властивості
Глюкоза може відновлюватися йодоводнем до 2-йодогексану:
{\displaystyle {\ce {HO-CH2-(CH(OH))4-CH=O ->[HI]CH3-CHI-(CH2)3-CH3}}}
α-глюкоза взаємодіє з метанолом, утворюючи O-метил-α-глюкозу. При цьому метильна група приєднується до атома кисню з тієї гідроксильної групи, яка у ланцюговій формі є альдегідною.
При окисненні утворюється глюкуронова кислота. Вона також може бути й в циклічній, і в ланцюговій формі.
Відновлює гідроксид міді(II) до оксиду міді(I), а реактив Толленса до аміаку та срібла.
При взаємодії з гідроксиламіном утворює оксин, який під дією оцтового ангідриду перетворюється на ацильований гідроксинітрил. Останній під дією оксиду срібла та аміаку перетворюється на арабінозу:
{\displaystyle {\ce {HO-CH2-(CH(OH))4-CH=O +NH2-OH ->[-H2O]HO-CH2-(CH(OH))4-CH=B-OH}}}
{\displaystyle {\ce {2HO-CH2-(CH(OH))4-CH=N-OH + 5(CH3-CO)2=O->[-7H_2O]2H3C-CO-O-CH2-(CH(O-CO-CH3))4-C#N}}}
{\displaystyle {\ce {H3C-CO-O-CH2-(CH(O-CO-CH3))4-C#N->[{Ag2O}][{NH3}]HO-CH2-(CH(OH))3-CH=O}}}

## Джерела

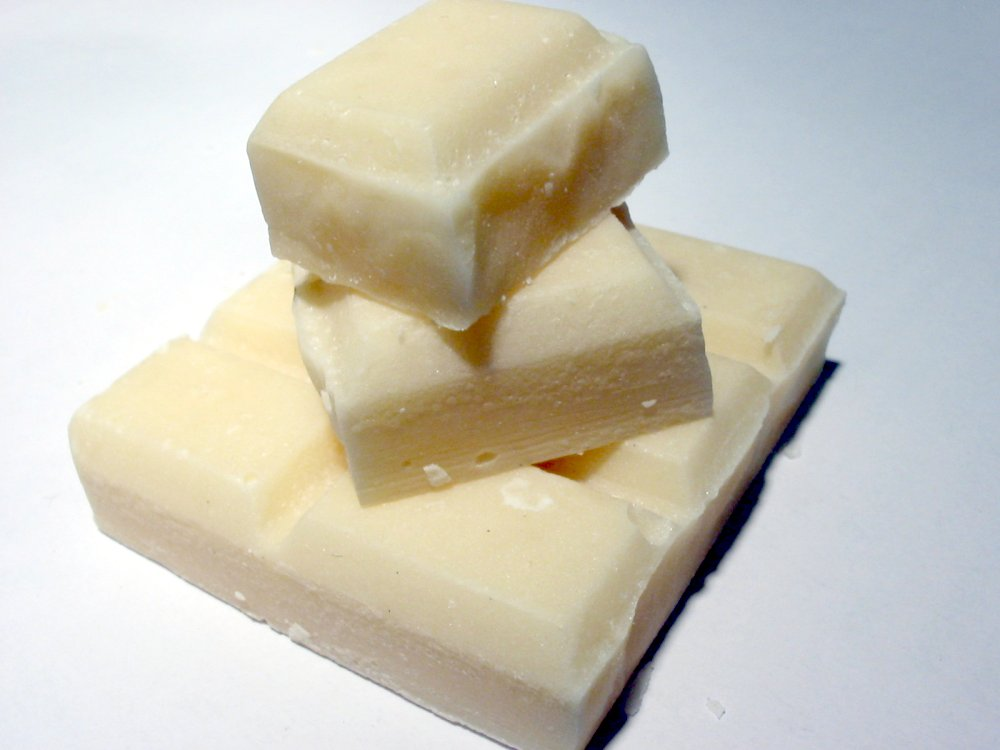
Джерело глюкози

## Комерційне виробництво

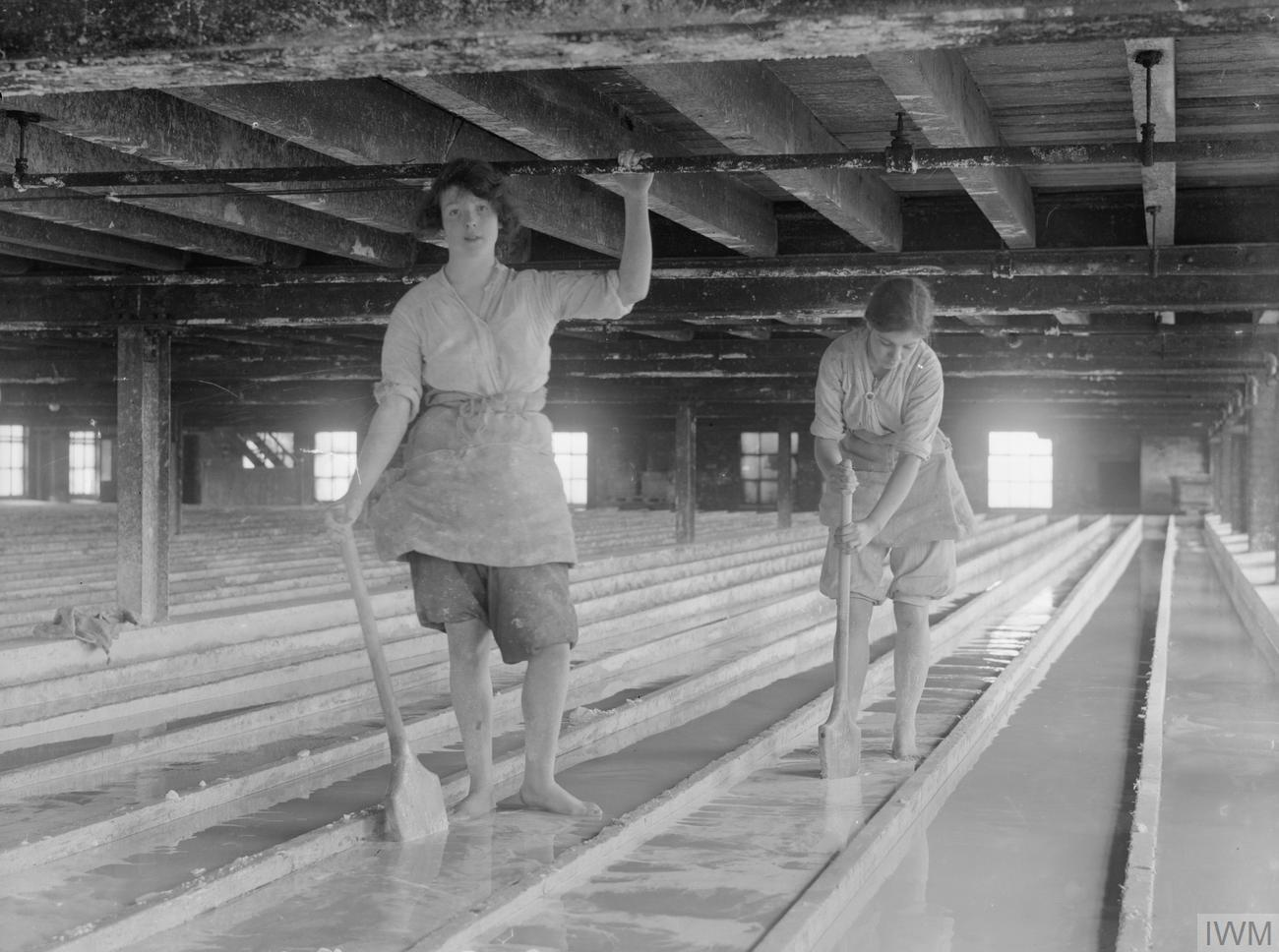
Виробництво глюкози з крохмалю, 1918

Глюкоза виробляється промисловим способом з крохмалю шляхом ферментативного гідролізу з використанням глюкозної амілази або за допомогою кислот. Ферментативний гідроліз значною мірою витіснив реакції гідролізу з кислотним каталізатором. Результатом є глюкозний сироп (ферментативно з більш ніж 90% глюкози в сухій речовині) з щорічним світовим обсягом виробництва 20 мільйонів тонн (станом на 2011 рік). Це причина колишньої поширеної назви "крохмальний цукор". Амілази найчастіше походять від Bacillus licheniformis або Bacillus subtilis (штам MN-385), які є більш термостабільними, ніж спочатку використовувані ферменти. Починаючи з 1982 року, пулуланази з Aspergillus niger використовувались у виробництві глюкозного сиропу для перетворення амілопектину на крохмаль (амілозу), тим самим збільшуючи вихід глюкози. Реакція проводиться при pH = 4,6–5,2 і температурі 55–60 °C. Кукурудзяний сироп містить від 20% до 95% глюкози в сухій речовині. Японська форма глюкозного сиропу, Мідзуаме, виготовляється з крохмалю солодкої картоплі або рису. Мальтодекстрин містить близько 20% глюкози. Багато культур можуть бути використані як джерело крохмалю. Кукурудза, рис, пшениця, маніок, картопля, ячмінь, солодка картопля, кукурудзяне лушпиння та саго використовуються в різних частинах світу. У Сполучених Штатах майже виключно використовується кукурудзяний крохмаль (з кукурудзи). Деяка комерційна глюкоза зустрічається як компонент інвертного цукру, приблизно 1:1 суміші глюкози та фруктози, яка виробляється з сахарози. В принципі, целюлоза може бути гідролізована до глюкози, але цей процес ще не є комерційно практичним.

### Перетворення на фруктозу
У США майже виключно кукурудза (точніше, кукурудзяний сироп) використовується як джерело глюкози для виробництва ізоглюкози, яка є сумішшю глюкози та фруктози, оскільки фруктоза має вищу підсолоджувальну здатність – з тією ж фізіологічною калорійною цінністю 374 кілокалорій на 100 г. Щорічне світове виробництво ізоглюкози становить 8 мільйонів тонн (станом на 2011 рік). Коли виготовляється з кукурудзяного сиропу, кінцевим продуктом є кукурудзяний сироп з високим вмістом фруктози (HFCS).

## Комерційне використання

Відносна солодкість різних цукрів у порівнянні з сахарозою

Глюкоза в основному використовується для виробництва фруктози та продуктів харчування, що містять глюкозу. У харчових продуктах її використовують як підсолоджувач, зволожувач, для збільшення об'єму та для створення більш м'якого відчуття в роті. Різні джерела глюкози, такі як виноградний сік (для вина) або солод (для пива), використовуються для ферментації до етанолу під час виробництва алкогольних напоїв. Більшість безалкогольних напоїв у США використовують HFCS-55 (кукурудзяний сироп з високим вмістом фруктози з вмістом фруктози 55% у сухій масі), тоді як більшість інших продуктів, підсолоджених HFCS у США, використовують HFCS-42 (з вмістом фруктози 42% у сухій масі). У Мексиці, з іншого боку, безалкогольні напої підсолоджують тростинним цукром, який має вищу підсолоджувальну здатність. Крім того, глюкозний сироп використовується, зокрема, у виробництві кондитерських виробів, таких як цукерки, ірис та помадка. Типовими хімічними реакціями глюкози при нагріванні в безводних умовах є карамелізація і, за наявності амінокислот, реакція Майяра. 
Крім того, різні органічні кислоти можуть бути біотехнологічно отримані з глюкози, наприклад, шляхом ферментації з Clostridium thermoaceticum для виробництва оцтової кислоти, з Penicillium notatum для виробництва арабоаскорбінової кислоти, з Rhizopus delemar для виробництва фумарової кислоти, з Aspergillus niger для виробництва глюконової кислоти, з Candida brumptii для виробництва ізолимонної кислоти, з Aspergillus terreus для виробництва ітаконової кислоти, з Pseudomonas fluorescens для виробництва 2-кетоглюконової кислоти, з Gluconobacter suboxydans для виробництва 5-кетоглюконової кислоти, з Aspergillus oryzae для виробництва коєвої кислоти, з Lactobacillus delbrueckii для виробництва молочної кислоти, з Lactobacillus brevis для виробництва яблучної кислоти, з Propionibacter shermanii для виробництва пропіонової кислоти, з Pseudomonas aeruginosa для виробництва піровиноградної кислоти та з Gluconobacter suboxydans для виробництва винної кислоти. Нещодавно було повідомлено про потужні біоактивні природні продукти, такі як триптолід, що пригнічують транскрипцію у ссавців шляхом інгібування субодиниці XPB загального фактора транскрипції TFIIH, як кон'югат глюкози для націлювання на гіпоксичні ракові клітини з підвищеною експресією транспортера глюкози. Останнім часом глюкоза набуває комерційного використання як ключовий компонент "наборів", що містять молочну кислоту та інсулін, призначених для індукції гіпоглікемії та гіперлактатемії для боротьби з різними видами раку та інфекціями.